# Afaq Bəşirqızı
Afaq Bəşir qızı Səfərova (ur. 15 sierpnia 1955 w Baku) – azerska aktorka teatralna i filmowa.

## Życiorys

### Młodość i początki kariery
Córka aktora i Ludowego Artysty Azerbejdżańskiej SRR, Bəşira Səfəroğlu. Po ukończeniu w 1972 roku liceum nr 20 w Baku, złożyła dokumenty na studia orientalistyczne w Bakijskim Uniwersytecie Państwowym, jednakże nie została przyjęta. W latach 1974–1979 studiowała w Azerbejdżańskim Państwowym Instytucie Sztuki, jednak już od 1973 roku występowała w teatrze dramatycznym w Lenkoranie, natomiast od 1975 do 1989 roku grała w Państwowym Teatrze Dramatycznym w Sumgaicie. W 1989 roku została aktorką Azerbejdżańskiego Państwowego Akademickiego Teatru Muzycznego.

### Kariera filmowa
Równocześnie z karierą teatralną, występowała również w filmach. Jej pierwszym filmem był „Bəşir Səfəroğlu” z 1969 roku. Był to film dokumentalny o życiu jej ojca, w którym zagrała samą siebie. W 1982 roku wcieliła się w rolę Darçınbəyim w „Evləri köndələn yar”, natomiast cztery lata później wzięła udział w dwóch obrazach: krótkometrażowym filmie „20+1” oraz „Gözbağlıcı”. W 1987 roku wystąpiła w „Yaşıl eynəkli adam”. W 1991 roku zagrała w „Bəxt üzüyü”, gdzie wcieliła się w rolę Söylü, a rok później – w „777 Nömrəli İş”. W 1995 roku wystąpiła w „Bala-başa bəla!”, a rok później wcieliła się w rolę Ayki w „Yarımştat”. Kolejnymi filmami w jej karierze były „Yaşıl eynəkli adam-2” (1999) i „Nekroloq” (2001), gdzie wcieliła się w rolę Gülyi. W 2002 roku wystąpiła w „Yaşıl eynəkli adam-3”, rok później – w „Dəvətnamə”, natomiast w 2005 roku zagrała w filmie „Zakładnik”. W 2008 roku wystąpiła w „Bankir adaxlı”, a w 2016 roku – w „Həddən artıq uyğunluq”. W 2015 roku zagrała w serialu „Qaynanamız”. W 2018 roku wystąpiła w „Bəxt üzüyü 2”.
W 2003 roku w Moskwie z jej inicjatywy otwarto teatr miniatur im. Bəşira Səfəroğlu. Przez wiele lat wykładała na Uniwersytecie Kultury i Sztuki.

### Życie osobiste
Jest mężatką, ma syna Səmrala i dwoje wnucząt.

## Wyróżnienia
W 1989 roku została Zasłużoną Artystką Azerbejdżanu, a w 1993 roku – Narodową Artystką Azerbejdżanu. Dwukrotnie nagrodzona Złotym Derwiszem (Qızıl Dərviş) – w 1993 i 2003 roku. W 2011 roku za całokształt działalności teatralnej otrzymała nagrodę Yaxşıların yaxşısı. W 2013 roku odznaczona orderem Şöhrət. W 2015 roku z rąk İlhama Əliyeva odebrała honorowy dyplom prezydenta Azerbejdżanu za zasługi w rozwoju sztuki teatralnej i kinowej w Azerbejdżanie.